# Coppa di Romania 2021-2022 (pallavolo maschile)
La Coppa di Romania 2021-2022, 16ª edizione della coppa nazionale di pallavolo maschile, si è svolta dal 13 ottobre 2021 al 13 marzo 2022: al torneo hanno partecipato dodici squadre di club rumene e la vittoria finale è andata per la seconda volta all'Arcada Galați.

## Formula
La formula ha previsto:
- Ottavi di finale e quarti di finale, giocati con gare di andata e ritorno.
- Semifinali e finali, giocate con gara unica.

## Squadre partecipanti
| - Arcada Galați - Baia Mare - Dinamo Bucarest - Olimpia Bucarest - Rapid Bucarest - SCM Zalău | - Steaua Bucarest - Știința Bucarest - Unirea Dej - Universitatea Cluj - Universitatea Craiova - Universitatea Timișoara |

## Torneo

### Tabellone
|  | Ottavi di finale        | Ottavi di finale | Ottavi di finale |  |  | Quarti di finale      | Quarti di finale | Quarti di finale |  |                       | Semifinali      | Semifinali |  |                 | Finale        | Finale |
|  |                         |                  |                  |  |  |                       |                  |                  |  |                       |                 |            |  |                 |               |        |
|  |                         |                  |                  |  |  | SCM Zalău             | 3                | 2                |  |                       |                 |            |  |                 |               |        |
|  |                         |                  |                  |  |  | SCM Zalău             | 3                | 2                |  |                       |                 |            |  |                 |               |        |
|  | Universitatea Timișoara | 0                | 0                |  |  | Baia Mare             | 0                | 3                |  |                       |                 |            |  |                 |               |        |
|  | Universitatea Timișoara | 0                | 0                |  |  | Baia Mare             | 0                | 3                |  |                       |                 |            |  |                 |               |        |
|  | Baia Mare               | 3                | 3                |  |  |                       |                  |                  |  | SCM Zalău             | 0               |            |  |                 |               |        |
|  | Baia Mare               | 3                | 3                |  |  |                       |                  |                  |  | SCM Zalău             | 0               |            |  |                 |               |        |
|  | Universitatea Cluj      | 0                | 1                |  |  |                       |                  |                  |  |                       | Steaua Bucarest | 3          |  |                 |               |        |
|  | Universitatea Cluj      | 0                | 1                |  |  |                       |                  |                  |  |                       | Steaua Bucarest | 3          |  |                 |               |        |
|  | Olimpia Bucarest        | 3                | 3                |  |  | Olimpia Bucarest      | 1                | 0                |  |                       |                 |            |  |                 |               |        |
|  | Olimpia Bucarest        | 3                | 3                |  |  |                       | 1                | 0                |  |                       |                 |            |  |                 |               |        |
|  |                         |                  |                  |  |  | Steaua Bucarest       | 3                | 3                |  |                       |                 |            |  |                 |               |        |
|  |                         |                  |                  |  |  | Steaua Bucarest       | 3                | 3                |  |                       |                 |            |  |                 |               |        |
|  |                         |                  |                  |  |  |                       |                  |                  |  |                       |                 |            |  | Steaua Bucarest | 0             |        |
|  |                         |                  |                  |  |  |                       |                  |                  |  |                       |                 |            |  | Steaua Bucarest | 0             |        |
|  |                         |                  |                  |  |  |                       |                  |                  |  |                       |                 |            |  |                 | Arcada Galați | 3      |
|  |                         |                  |                  |  |  |                       |                  |                  |  |                       |                 |            |  |                 | Arcada Galați | 3      |
|  |                         |                  |                  |  |  | Universitatea Craiova | 3                | 3                |  |                       |                 |            |  |                 |               |        |
|  |                         |                  |                  |  |  | Universitatea Craiova | 3                | 3                |  |                       |                 |            |  |                 |               |        |
|  | Știința Bucarest        | 3                | 2                |  |  | Știința Bucarest      | 0                | 1                |  |                       |                 |            |  |                 |               |        |
|  | Știința Bucarest        | 3                | 2                |  |  |                       | 0                | 1                |  |                       |                 |            |  |                 |               |        |
|  | Unirea Dej              | 0                | 3                |  |  |                       |                  |                  |  | Universitatea Craiova | 1               |            |  |                 |               |        |
|  | Unirea Dej              | 0                | 3                |  |  |                       |                  |                  |  | Universitatea Craiova | 1               |            |  |                 |               |        |
|  | Rapid Bucarest          | 0                | 0                |  |  |                       |                  |                  |  |                       | Arcada Galați   | 3          |  |                 |               |        |
|  | Rapid Bucarest          | 0                | 0                |  |  |                       |                  |                  |  |                       | Arcada Galați   | 3          |  |                 |               |        |
|  | Dinamo Bucarest         | 3                | 3                |  |  | Dinamo Bucarest       | 1                | 0                |  |                       |                 |            |  |                 |               |        |
|  | Dinamo Bucarest         | 3                | 3                |  |  | Dinamo Bucarest       | 1                | 0                |  |                       |                 |            |  |                 |               |        |
|  |                         |                  |                  |  |  | Arcada Galați         | 3                | 3                |  |                       |                 |            |  |                 |               |        |
|  |                         |                  |                  |  |  | Arcada Galați         | 3                | 3                |  |                       |                 |            |  |                 |               |        |

### Risultati

#### Ottavi di finale

##### Andata
| 13 ottobre 2021 Arena Romsilva, Bucarest Durata: 1h:03 - Spettatori: 20                   | Știința Bucarest        | 3 - 0 | Unirea Dej       | 25-13, 25-22, 25-12 |
| 13 ottobre 2021 Sala Sporturilor Horia Demian, Cluj-Napoca Durata: 1h:06 - Spettatori: 50 | Universitatea Cluj      | 0 - 3 | Olimpia Bucarest | 20-25, 15-25, 18-25 |
| 13 ottobre 2021 Sala Polivalentă Rapid, Bucarest Durata: 1h:08 - Spettatori: 20           | Rapid Bucarest          | 0 - 3 | Dinamo Bucarest  | 22-25, 12-25, 15-25 |
| 14 ottobre 2021 Sala de Sport UVT Oituz, Timișoara Durata: 1h:00 - Spettatori: 50         | Universitatea Timișoara | 0 - 3 | Baia Mare        | 18-25, 20-25, 22-25 |

##### Ritorno
| 20 ottobre 2021 Sala Sporturilor, Dej Durata: ? - Spettatori: ?                        | Unirea Dej       | 3 - 2 | Știința Bucarest        | 25-22, 22-25, 26-24, 18-25, 9-15 |
| 20 ottobre 2021 Sala Olimpia, Bucarest Durata: 1h:35 - Spettatori: 10                  | Olimpia Bucarest | 3 - 1 | Universitatea Cluj      | 25-13, 25-23, 30-32, 25-19       |
| 20 ottobre 2021 Sala Polivalentă Dinamo, Bucarest Durata: 1h:03 - Spettatori: ?        | Dinamo Bucarest  | 3 - 0 | Rapid Bucarest          | 25-15, 25-17, 25-16              |
| 20 ottobre 2021 Sala sporturilor Lascăr Pană, Baia Mare Durata: 0h:59 - Spettatori: 50 | Baia Mare        | 3 - 0 | Universitatea Timișoara | 25-15, 25-16, 25-15              |

#### Quarti di finale

##### Andata
| 23 novembre 2021 Sala Sporturilor Gheorghe Tadici, Zalău Durata: 1h:25 - Spettatori: ? | SCM Zalău             | 3 - 0 | Baia Mare        | 29-27, 25-21, 26-24        |
| 24 novembre 2021 Sala Polivalentă, Craiova Durata: 1h:01 - Spettatori: ?               | Universitatea Craiova | 3 - 0 | Știința Bucarest | 25-15, 25-12, 25-19        |
| 8 gennaio 2022 Sala Olimpia, Bucarest Durata: 1h:40 - Spettatori: ?                    | Olimpia Bucarest      | 1 - 3 | Steaua Bucarest  | 27-25, 22-25, 18-25, 20-25 |
| 9 gennaio 2022 Sala Polivalentă Dinamo, Bucarest Durata: 1h:36 - Spettatori: 180       | Dinamo Bucarest       | 1 - 3 | Arcada Galați    | 18-25, 18-25, 25-18, 19-25 |

##### Ritorno
| 19 gennaio 2022 Sala sporturilor Lascăr Pană, Baia Mare Durata: 1h:50 - Spettatori: 50 | Baia Mare        | 3 - 2 | SCM Zalău             | 24-26, 25-11, 25-20, 21-25, 15-9 |
| 16 gennaio 2022 Sala Polivalentă, Craiova Durata: 1h:29 - Spettatori: 50               | Știința Bucarest | 1 - 3 | Universitatea Craiova | 25-19, 13-25, 16-25, 17-25       |
| 23 febbraio 2022 Sala Mihai Viteazu, Bucarest Durata: 0h:56 - Spettatori: 50           | Steaua Bucarest  | 3 - 0 | Olimpia Bucarest      | 25-13, 25-19, 25-16              |
| 23 febbraio 2022 Sala Sporturilor Dunărea, Galați Durata: 1h:35 - Spettatori: 250      | Arcada Galați    | 3 - 0 | Dinamo Bucarest       | 31-29, 25-23, 27-25              |

#### Semifinali
| 12 marzo 2022 Sala Sporturilor, Brașov Durata: 1h:22 - Spettatori: 400 | SCM Zalău             | 0 - 3 | Steaua Bucarest | 24-26, 24-26, 17-25        |
| 12 marzo 2022 Sala Sporturilor, Brașov Durata: 1h:48 - Spettatori: 100 | Universitatea Craiova | 1 - 3 | Arcada Galați   | 25-22, 20-25, 14-25, 25-27 |

#### Finale
| 13 marzo 2022 Sala Sporturilor, Brașov Durata: 1h:18 - Spettatori: 1 000 | Steaua Bucarest | 0 - 3 | Arcada Galați | 19-25, 21-25, 23-25 |

## Statistiche
| Rendimento individuale | Rendimento individuale | Rendimento individuale | Rendimento individuale |
| Pos.                   | Nome                   | Punti                  | Squadra                |
| ---------------------- | ---------------------- | ---------------------- | ---------------------- |
| 1                      | Mihai Tarţa            | 49                     | Baia Mare              |
| 2                      | Andrei Druta           | 46                     | Știința Bucarest       |
| 3                      | Maycon Moreira         | 44                     | Baia Mare              |
| 4                      | Gabriel Cherbeleață    | 43                     | Dinamo Bucarest        |
| 5                      | Marius Cheagă          | 41                     | Baia Mare              |

| Attacchi vincenti | Attacchi vincenti   | Attacchi vincenti | Attacchi vincenti |
| Pos.              | Nome                | Punti             | Squadra           |
| ----------------- | ------------------- | ----------------- | ----------------- |
| 1                 | Marius Cheagă       | 38                | Baia Mare         |
| 2                 | Andrei Druta        | 37                | Știința Bucarest  |
| 2                 | Mihai Tarţa         | 37                | Baia Mare         |
| 4                 | Gabriel Cherbeleață | 36                | Dinamo Bucarest   |
| 5                 | Ewoud Gommans       | 32                | Dinamo Bucarest   |
| 5                 | Ivan Raič           | 32                | Arcada Galați     |

| Muri vincenti | Muri vincenti   | Muri vincenti | Muri vincenti         |
| Pos.          | Nome            | Punti         | Squadra               |
| ------------- | --------------- | ------------- | --------------------- |
| 1             | Bela Bartha     | 9             | Universitatea Craiova |
| 2             | Răzvan Mihalcea | 8             | Dinamo Bucarest       |
| 2             | Maycon Moreira  | 8             | Baia Mare             |
| 2             | Răzvan Olteanu  | 8             | Știința Bucarest      |
| 5             | Veniamin Aldea  | 7             | Baia Mare             |
| 5             | Mihai Tarţa     | 7             | Baia Mare             |

| Battute vincenti | Battute vincenti | Battute vincenti | Battute vincenti |
| Pos.             | Nome             | Punti            | Squadra          |
| ---------------- | ---------------- | ---------------- | ---------------- |
| 1                | Maycon Moreira   | 13               | Baia Mare        |
| 2                | Sorin Dragomir   | 9                | Baia Mare        |
| 3                | Răzvan Olteanu   | 8                | Știința Bucarest |
| 4                | Andrei Druta     | 7                | Știința Bucarest |
| 5                | Cristian Bartha  | 5                | Dinamo Bucarest  |
| 5                | Răzvan Mihalcea  | 5                | Dinamo Bucarest  |
| 5                | Răzvan Năstase   | 5                | Știința Bucarest |
| 5                | Mihai Tarţa      | 5                | Baia Mare        |